# Atrachorema mangu
Atrachorema mangu är en nattsländeart som beskrevs av Mcfarlane 1964. Atrachorema mangu ingår i släktet Atrachorema och familjen Hydrobiosidae. Inga underarter finns listade i Catalogue of Life.